# MAX宮沢
MAX宮沢（マックスみやざわ、1971年1月29日 - ）は、日本の男子プロレスラー、総合格闘家。本名：宮沢 誠（みやざわ まこと）。

## 来歴
スポーツ推薦で沼津学園高校に進学してレスリング部に所属する。その後、山梨学院大学でもレスリング部に所属した。
大学卒業後はALSOKに入社しレスリングを続ける。1994年、1995年には全国社会人オープン選手権グレコローマン82kg級で優勝している。
1997年には北原光騎が率いるキャプチャー・インターナショナルに入門し、1998年にはWARでプロレスデビューする。当時は你好というリングネームを使用していた。なお、同時期にキャプチャーに入門したレスラーに石井智宏がいる。
プロレスデビュー後はキングダムやSPWFをはじめ、DDTプロレスリング、リアルジャパンプロレスなど様々な団体に出場した。
2002年からは総合格闘技にも挑戦し、DEEPでは和田良覚にKO勝ちしている。
現在は指導者として後進の育成に注力しており、静岡県沼津市にて格闘技を身近に体験出来るファイトフィットネスマックスジムを主催しているほか、平直行が主催するストライプルでも指導している。
指導者のかたわら、レフェリーとしても活動。前田日明が主催するアウトサイダーや新日本キックなどで堅実なレフェリングを見せている。

## タイトル歴
- リアルジャパンタッグ王座